# Деревянные игрушки Хорватского Загорья

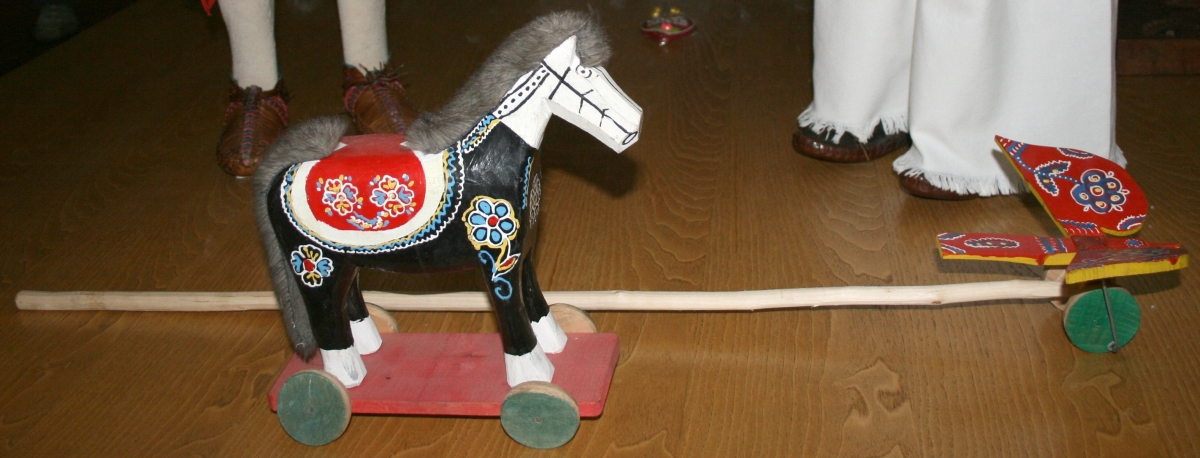
Деревянная лошадка

Деревянные игрушки Хорватского Загорья (хорв. Drvene igračke Hrvatskog zagorja) — традиционные хорватские детские игрушки. Изготавливаются с XIX века народными мастерами в Хорватском Загорье. Народный промысел деревянных игрушек в Хорватском Загорье в 2009 году был включён в список шедевров устного и нематериального культурного наследия человечества ЮНЕСКО.
Производство игрушек началось и до сих пор продолжается в деревнях вокруг городков Мария-Бистрица и Горня-Стубица. Основные центры производства игрушек: Бистрички-Лаз, Стубички-Лаз, Горня-Стубица, Мария-Бистрица, Тугоница и Турнишче. Производятся около 50 моделей игрушек, таких как дудки, трещотки (птицы с колёсами, которых толкают на палочке), тамбура, деревянные животные (обычно лошади), свистульки, автомобили, грузовики, поезда, самолёты, детская мебель для кукол и тому подобное.
Игрушки характеризуются тем, что они изготавливаются вручную мужчинами, а раскрашиваются в основном женщинами. Поскольку все они ручной работы, не существует двух абсолютно идентичных игрушек. Они создаются из местных деревьев: ивы, клёна, бука и липы. Дерево срубают, сушат, режут и придают форму с помощью деревянных или картонных шаблонов. Наиболее распространённые цвета игрушек: красный, синий, белый и чёрный. Они украшаются цветочными и геометрическими узорами. Приёмы производства передавались в семьях из поколения в поколение и сохранились до настоящего времени.
Игрушки продаются на ярмарках, во время религиозных праздников, а также в самом большом храме в Марии-Бистрице. Игрушки можно приобрести и в специализированных магазинах, они пользуются популярностью среди туристов. С 1950-х годов продажа игрушек была налажена и за пределами страны.